# 仲川幸成
仲川 幸成（なかがわ ゆきなり、1941年（昭和16年）12月24日 - ）は、日本の政治家。前狭山市長（3期）。元狭山市議会議員（4期）。

## 経歴
- 1941年12月 埼玉県入間郡入間村（現狭山市）にて狭山茶製造販売元「井戸端園」を営む仲川家の長男として生まれる。
  - 父は太平洋戦争で戦死。母は諸口会三（堀兼村長。のち埼玉県議会議員1期）の妹。
  - 父死去のため母が父の弟仲川恭平と再婚し、恭平が仲川家・井戸端園を継ぐ。弟と共に恭平の養子となる。
- 1960年3月 埼玉県立豊岡実業高等学校卒業。
  - 高校卒業後、家業に従事。有限会社井戸端園社長・店主。
- 1972年4月～1987年6月  狭山市社会教育委員。
- 1978年7月 義父恭平が狭山市議会議員補欠選挙に自由民主党推薦無所属で立候補し初当選。以後4期連続当選。市議会議長を務める。
- 1986年4月～1987年3月　狭山市立山王中学校PTA会長[2]。
- 1987年4月～1990年11月　狭山市立入間公民館館長。
- 1989年4月～1990年3月　埼玉県立所沢中央高等学校PTA会長。
- 1991年4月21日 引退した恭平の後を受けて統一地方選挙狭山市議会議員選挙に自由民主党推薦無所属で立候補し初当選。以後4期連続当選。
  - 埼玉県川越市・所沢市・狭山市・入間郡三芳町にまたがる武蔵野の平地林「くぬぎ山地区」の自然再生事業に加わり、自然保護団体等による「おおたかの森トラスト運動」に協力。1995年6月、狭山市議会に提出された「森の買い取り請願」（市内の「くぬぎ山地区」民有地の森林が売りに出された場合狭山市が買い上げる）の採択に尽力。
- 2003年5月20日 狭山市議会議長に就任。
- 2003年7月27日 狭山市長選挙に立候補し初当選（自民党・公明党・連合埼玉推薦）。
- 2007年7月22日 市長に再選される（自民党・公明党・連合埼玉推薦）。
- 2009年7月～2015年7月　防衛施設周辺整備全国協議会副会長。
- 2009年7月～2015年7月　全国基地協議会理事。
- 2011年7月10日 市長に3選される（自民党・公明党・連合埼玉推薦）。
- 2013年10月～2015年7月　埼玉県市長会副会長。
- 2015年3月13日 市議会3月議会最終日の閉会あいさつの中で今季限りでの引退を表明した。70代半ばに差し掛かった自身の年齢を考慮したという[3]。
- 2015年7月26日 任期満了により市長退任。
  - 退任後は家業の茶製造販売業に従事している。

## 狭山市政

### 1期目
2003年6月19日、町田潤一市長が死去、これに伴う狭山市長選挙が7月20日告示、27日投開票の日程で行われる事となった。
市議会議長であった仲川は7月2日に出馬を表明。町田佐一・町田潤一の父子二代の市長にわたって続いた町田後援会は町田家及び後援会からの後継者擁立はしないことを決め、仲川支援を表明。11日には自由民主党埼玉県連合会が推薦を決定し、続いて公明党、連合埼玉も推薦を決めた。木下博入間市長、齋藤博所沢市長等周辺市の首長も仲川支持を表明した。日本共産党推薦を受けた元埼玉県議会議員・元狭山市議会議員の飯島邦男と選挙を戦ったが、「入間市との合併」「狭山市駅西口再開発事業推進」「行財政改革」を公約に掲げた仲川は26,940票を獲得して当選した。

#### 入間市との合併
仲川は町田前市長が進めていた合併への取り組みを引き継ぐ事となった。
市は合併に関する意識調査を、10月1日から10日までの期間、無作為に抽出した市内の20歳以上の男女5,000人に調査票を郵送するという形で行い、後に調査の結果を発表、2,135人分の回答が得られたとした上で、合併について「検討が必要」とする回答が77%、合併の組み合わせは「狭山市・入間市」が望ましいとする回答が45%であったとした。
2004年、仲川は1月26日開催の市議会臨時会に狭山市・入間市合併協議会（以下、合併協議会）を設置する議案を提出、可決される。
翌27日には狭山市と入間市の協議により合併協議会の会長に木下博入間市長、副会長に仲川の就任を決定、2月1日に「狭山市・入間市合併協議会」が設置された。
2月27日には第1回会合が開かれ、以後、合併協議会は、3月19日に両市の対等の新設合併とする事を、6月22日に合併の期日を2006年1月1日とする事を、7月20日に新市の市役所を狭山市役所に置く事を、9月22日に新市の議員定数を36名とする事を、9月24日に合併への市民の意思の確認を両市民の全有権者へのアンケート調査で行う事を、10月13日に市議会議員の任期の在任特例を不適用とする事を、11月17日に新市の名称を「狭山市」とする事を、それぞれ決めた。
その一方で、市の進める合併への取り組みに批判的な声や合併の是非を問う住民投票を求める機運が高まり、9月26日、「住民投票を求める狭山市民ネットワーク（以下、ネットワーク）」の結成集会が開かれ、10月8日から住民投票を求める署名運動を展開、11月11日に狭山市選挙管理委員会に25,484人分の署名を提出した。
（30日に選挙管理委員会は署名の有効数を23,565人分と発表）
この動きを受け合併協議会は11月24日、アンケートによる合併への意思確認調査を白紙化する決定をした。
12月8日にはネットワークから市長である仲川に住民投票を求める直接請求がなされ、これを受理、仲川は10日に市議会に住民投票を行なう条例案を提出、16日、市議会は修正して可決した。
これにより市は住民投票を行う事となり、2005年1月21日告示、30日の投開票と決まった。
住民投票の結果、賛成が19,369票、反対が42,681票と、反対票が賛成票を大きく上回り、これを受けた合併協議会は2月3日に解散を決めた。
仲川は17日開催の市議会臨時会に合併協議会を廃止する議案を提出、可決された。
合併協議会の進行の詳細については公式サイトの 会議日程資料 を参照。

#### 狭山市駅西口再開発事業推進
以前より進められてきた狭山市駅西口再開発事業を引き継ぐこととなったが、400億円を超える事業の規模を、2004年に273億円に縮小した案を発表。
11月19日には都市計画を決定した。
事業を後押しする市民の動きもあり、2006年2月15日に「狭山市駅西口再開発事業を推進する会（以下、会）」が発足、会は20日に事業の早期実現を求める請願を提出し、3月22日に市議会で採択された。
3月30日、都市再生機構は国土交通省に事業計画の認可を申請、4月18日、市は事業計画書の縦覧を開始した。
7月31日に国土交通大臣から事業計画の認可を受け2007年6月22日には事業の権利変換計画も認可された。
狭山市駅西口再開発事業に対する「見直し」運動については狭山まちづくりネットワークを参照。

#### その他
人事
2004年8月30日、前市長時代の2000年から助役を務める北田清を再任する議案を市議会に提出し、9月2日に同意を得た。しかし、翌2005年9月30日には解任（「事実上の解任」というニュアンスの立場もある）。その後、後任に浜野良一を選任する議案を2006年3月22日に市議会に提出し、同意を得た。
行財政改革
2003年、仲川は11月13日開催の市議会臨時会に、2004年1月1日から2005年3月31日まで市長の給与の10%を、助役、収入役、教育長の給与の4%をそれぞれ減額する条例案を提出し、可決された。さらに条例の期限が切れる間近の2005年2月28日、減額の期間を2007年3月31日まで延長するとともに、減額の割合を市長は12%、助役は9%、収入役と教育長は8%と増した改正条例案を市議会に提出し、3月23日に可決された。また、2006年2月28日、同年4月1日から2011年3月31日まで市長の期末手当を50%、助役、収入役、教育長の期末手当を30%減額する条例案を市議会に提出し、2006年3月22日に可決された。続いて同年6月6日、7月1日から2009年6月30日まで部長職の期末・勤勉手当を20%、次長職の期末・勤勉手当を18%減額する条例案を提出し、21日に可決された。
一方、職員の定数の削減にも取り組んでおり、2003年12月2日に職員の定数を削減する条例案を市議会に提出し、17日に可決された。また、地方自治法改正により指定管理者制度が設けられたことを受け、2004年3月1日、指定管理者の指定手続等に関する条例案を市議会に提出し、22日に可決された。さらに6月2日、指定管理者による管理の公平性を図るため、市長、市議会議員、委員会の委員とそれらの親族の兼業を禁止する改正条例案を市議会に提出し、17日に可決された。
地域
2004年4月1日、市内8箇所に地区センターを設置。
国民保護
2006年2月28日、武力攻撃事態等における国民の保護のための狭山市国民保護協議会、狭山市国民保護対策本部、狭山市緊急対処事態対策本部を設置するための条例案を市議会に提出し、3月22日に可決された。
防犯
狭山警察署とともに2005年4月28日に武州ガスと、2006年1月18日に東京電力やいるま野農業協同組合と、11月27日に狭山工業団地工業会と、それぞれ三者間で「狭山市防犯のまちづくりに関する協定」を締結した。
防災
2003年8月11日、所沢市、入間市と「消防広域組織の設立に関する協定」を締結、2005年7月21日、三国コカ・コーラボトリングと「災害時における応援協力に関する協定」を締結、2006年2月14日、所沢市、入間市と「所沢市、狭山市及び入間市と三市消防相互応援協定」を締結、6月26日、NPO法人総合生活環境支援センターと「トイレなどに関する協定」を締結した。

### 2期目
2007年2月26日、仲川は21日から開かれていた定例会の施政方針への質問に対する答弁の中で、「（前略）引き続き狭山市長としてその職責を担い、市民の皆様とともに市民福祉の向上と市政の進展に全力で取り組んでまいる覚悟（後略）」と事実上の出馬表明、6月1日には自由民主党埼玉県連合会が仲川の推薦を決定、続いて公明党、連合埼玉も推薦を決めた。木下博入間市長、齋藤博所沢市長等周辺市の首長も仲川支持を表明。元市PTA連合会長の高部忠雄と元市助役の北田清と選挙を戦ったが、「狭山市駅西口整備」「入曽駅周辺整備」「子育て支援拡大」等を2期目の公約に掲げた仲川は28,356票を獲得して再選を果たした。

### 3期目
2011年、3期目を目指して狭山市長選挙に立候補することを明らかにした。これまでの政策の継続と東日本大震災を受けての防災政策、安全な街づくりへの取り組みや被災者・被災地支援等を公約し、一定の目処がついた「狭山市駅西口整備」の完成に加え、残された課題である「入曽駅周辺整備」を推し進めることを表明した。自民党、公明党、連合埼玉の推薦の他、木下博入間市長、当摩好子所沢市長等周辺市の首長も仲川支持を表明。一方新人は前狭山市議会議員の伊藤彰、狭山市議会議員から埼玉県議会議員を経て再び狭山市議会議員に復帰した元市議会議長・前狭山市議会議員の中村正義、元狭山市自治会連合会会長長谷川佳和の3名が出馬の意思を示した。この内伊藤と中村は仲川市政においては一貫して与党会派に所属し仲川市政を支持していたが、市長選出馬に意欲を見せ、2011年4月の統一地方選挙狭山市議会議員選挙に立候補しなかった。一方長谷川は「議員削減を推進する市民の会」代表を務め、以前より狭山市議会議員の定数削減を求める運動を繰り広げていたが、同会の請願等を受けて2010年から2011年にかけて市議会にて協議された狭山市議会議員の定数削減について、定数22とした市議会の決定に不満を持ち、市長選挙に立候補する意思を示したものであった。しかし二元代表制をとる地方公共団体においては市長に市議会議員の定数を増減させる権限はないため、長谷川は早々に出馬を取りやめた。また伊藤も出馬を断念、新人は中村のみの立候補となった。中村は2002年4月の市長選以来11年ぶりの再出馬となり、市長を代えて市政を転換することを訴え、「狭山市駅西口整備」事業の一部手直しなどを公約した。投開票の結果仲川は21,608票を獲得、中村に5000票以上の差をつけて3選を果たした。2012年7月、「狭山市駅西口整備」事業については当初計画通りに完成、狭山市駅東口周辺の区画整理事業についても進展し、公約を実現させた。一方「入曽駅周辺整備」については移転・代替用地の確保や住民意向調査等を行ったものの、事業地内の駅前大手地権者の一部との調整が難航、最終的に駅前大手地権者が事業反対の意向を示したため、2013年5月、事業計画の実施を断念した。

## その他の役職
- 東京狭山線整備促進期成同盟会会長[33][34]
- 狭山地方防犯協会副会長
- 埼玉県立豊岡高等学校同窓会副会長
- 井戸端園前代表取締役

## 親族
- 諸口高男　元自由民主党埼玉県議会議員　従弟
- 大野松茂元自由民主党衆議院議員も縁戚（義理の従兄）にあたる。

## エピソード
- 詩人吉野弘の随筆「茶の花おぼえがき」（吉野弘詩集『北入曽』（青土社、1977年）所収）に「井戸端園の若旦那」から聞いた話が記されているが、その「若旦那」とは仲川のことである。狭山市北入曽に在住していた吉野は、「井戸端園」の茶畑の隣の宅地に居を構えていた。茶の栽培の様子に興味を持ち、仲川と交流していた。